# Erinnerungsmedaille der Verkündung der Verfassung von 1843
Die Erinnerungsmedaille der Verkündung der Verfassung von 1843 (griechisch Αναμνηστικό μετάλλιο της ανακηρύξεως του Συντάγματος του 1843 Anamnistiko metallio tis anakiryxeos tou Syntagmatos tou 1843) war eine griechische Auszeichnung. Stifter war König Otto und der Stiftungstermin war der 3. September 1843, der auch gleichzeitig als ein nationaler Festtag proklamiert wurde. Die Auszeichnung war für Militärs und Bürger der Stadt Athen als Dank für die erwiesene Treue während der Aufstände  in der Stadt gedacht.
Ein Ehrenzeichen war auch für Militärs und Bürger außerhalb der Stadt zum gleichen Anlass eingerichtet worden, aber erst am 3. September 1843. Das Ordensband war wie hier beschrieben, aber das Kreuz glich mehr dem Denkzeichen für den Unabhängigkeitskampf.

## Ordensdekoration
Die Ordensdekoration war ein eisernes Ehrenzeichen in Form eines Kreuzes und trug auf einer Seite das Datum „3. September 1843“. Die andere Seite zeigte die Inschrift „Konstitutioneller Thron“.

## Ordensband
Das Ordensband war purpur gefärbt.